# Eslováquia (partido político)
Eslováquia (em eslovaco: Slovensko), anteriormente conhecido por Gente Comum - Personalidades Independentes (em eslovaco: Obyčajní Ľudia a nezávislé osobnosti, OĽaNO), ou simplesmente Gente Comum (em eslovaco: Obyčajní Ľudia), é um partido político de centro-direita da Eslováquia. 
O partido foi fundado por membros do partido libertário Solidariedade e Liberdade em 2011, Gente Comum segue uma linha conservadora, sendo contra o união civil de casais do mesmo sexo, defendo a restrição na política do aborto e sendo contra as quotas europeias de refugiados. O partido também é definido como populista e é fortemente associado à bandeira da anti-corrupção na política eslovaca.
Gente Comum obteve uma forte subida eleitoral nas eleições nacionais de 2020, conseguindo uma vitória surpreendente ao conquistar 25% dos votos. O partido formou um governo de coligação com partidos de linha nacionalista e eurocéptica.
Em outubro de 2023, o partido mudou de nome para Eslováquia.

## Resultados Eleitorais

### Eleições legislativas
| Data | CI. | Votos   | %            | +/-  | Deputados | +/- | Status   |
| ---- | --- | ------- | ------------ | ---- | --------- | --- | -------- |
| 2012 | 3.º | 218 537 | 8,6 / 100,0  |      | 16 / 150  |     | Oposição |
| 2016 | 3.º | 315 558 | 11,0 / 100,0 | 2,4  | 19 / 150  | 3   | Oposição |
| 2020 | 1.º | 721 166 | 25,0 / 100,0 | 14,0 | 53 / 150  | 34  | Governo  |

### Eleições europeias
| Data | CI. | Votos  | %           | +/- | Deputados    | +/-               |
| ---- | --- | ------ | ----------- | --- | ------------ | ----------------- |
| 2014 | 4.º | 41 829 | 7,5 / 100,0 |     | 1 / 13       |                   |
| 2019 | 6.º | 51 834 | 5,3 / 100,0 | 2,2 | 1 / 131 / 14 | Estável · Estável |